# NGC 1989
NGC 1989 je galaksija u zviježđu Golubu.

## Vanjske poveznice
- SEDS: NGC 1989